# 科斯塔斯·馬諾拉斯
科斯塔斯·马诺拉斯（希臘語：Κωνσταντίνος "Κώστας" Μανωλάς；1991年6月14日—）是一位希臘足球運動員，司職中後衛。前希臘國家足球隊成員。